# 李斌 (1954年10月)
李斌（1954年10月—），汉族，辽宁抚顺人，中国共产黨、中华人民共和国政治人物，原副国级领导人。吉林大学经济系毕业，经济学博士，研究员。中共第十七届、十八届、十九届中央委员。現任中国宋庆龄基金会理事会主席，曾任第十三届全国政协副主席、秘書長、党组成员、机关党组书记、国家人口和计划生育委员会主任、中共安徽省委副书记、安徽省人民政府省长、国家卫生和计划生育委员会主任等職務。

## 生平

### 从政经历

#### 吉林

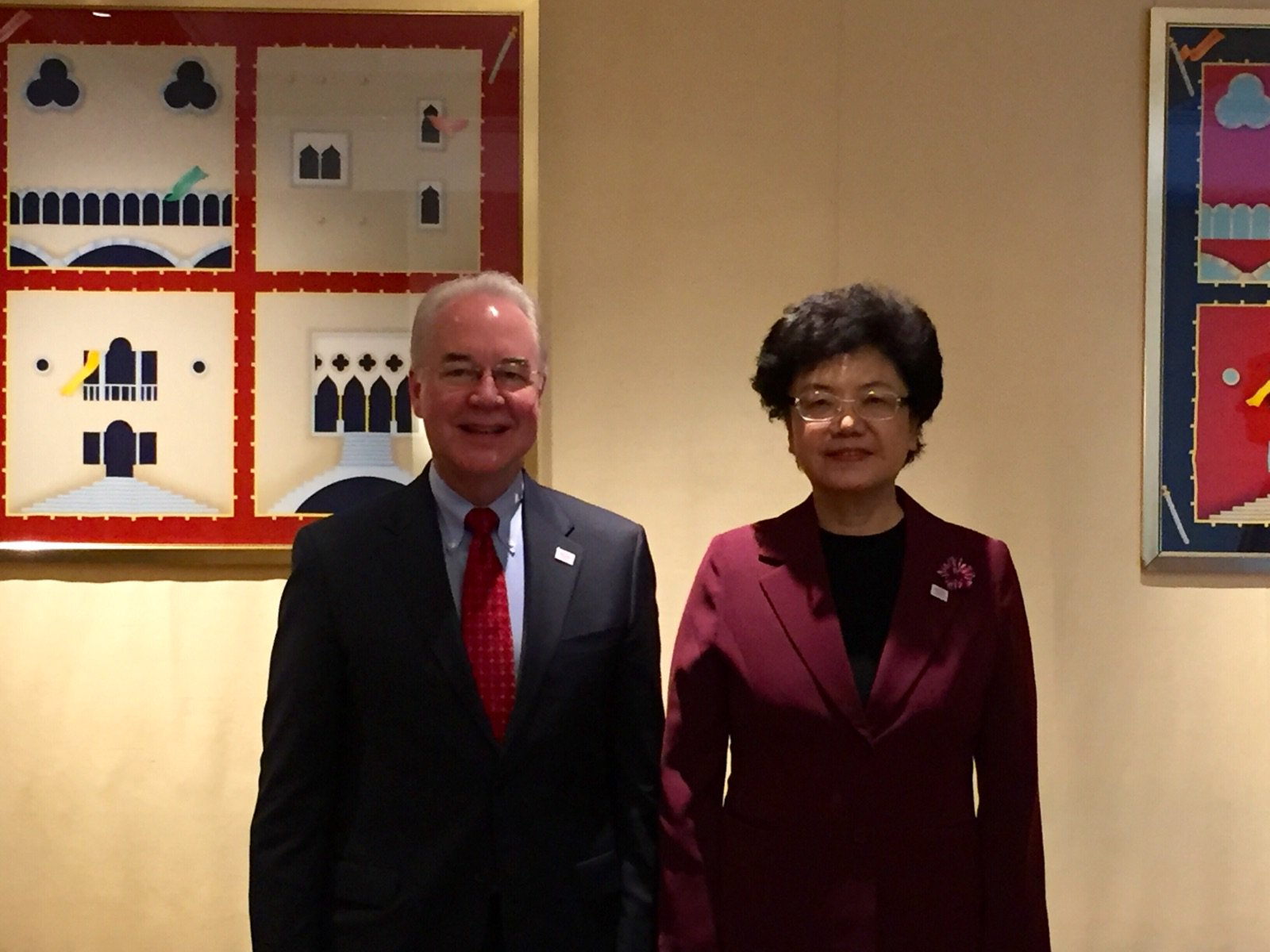
2017年5月，李斌与美国卫生及公共服务部长汤姆·普莱斯在柏林会面

1974年7月参加工作，1981年6月加入中国共产党。1982年1月，28岁的李斌从吉林大学经济系政治经济学专业毕业后，任长春市委宣传部理论处干事。1984年11月任吉林省长春市委讲师团副主任，1986年4月任吉林省长春市委宣传部副部长兼市社科联副主席、市委讲师团副主任。1990年2月任吉林省社会科学院副院长，1991年12月到1994年3月挂职任长春市二道河子区委书记。1994年3月任吉林省计划委员会副主任，1993年到1995年在吉林大学经济管理学院政治经济学专业学习，获得经济学硕士学位。
1998年10月，李斌任吉林省经济体制改革委员会主任，2000年12月任吉林省省长助理，省政府党组成员、经济体制改革办公室主任。2001年9月，47岁的李斌任吉林省人民政府副省长，晋升副部级。2000年到2004年在吉林大学经济管理学院政治经济学专业学习，获得经济学博士学位。2007年，任中共吉林省委常委、副省长。

#### 中央工作
2007年8月，在吉林工作25年之后，53岁的李斌奉调进京，任国家人口和计划生育委员会副主任、党组书记。在2008年3月举行的第十一届全国人大一次会议上，接替张维庆出任国家计生委主任。
2011年12月11日，57岁的李斌任中共安徽省委副书记，代省长。2012年2月15日，正式当选安徽省人民政府省长。
2013年3月，第十二届全国人民代表大会第一次会议通过《国务院机构改革和职能转变方案》，决定将原国家计生委和卫生部合并。3月16日，十五个月前刚卸任国家计生委主任的李斌回到国务院，出任国家卫生和计划生育委员会主任，成为新机构的首位也是唯一一位负责人。
2018年3月14日，64岁的李斌在十三届政协一次会议上当选第十三届全国政协副主席，成为党和国家领导人。2020年2月，兼任全国政协机关党组书记。2020年5月，接替夏寶龍的全國政協秘書長職位。
2021年3月3日，第十三届全国政协常委会第十五次会议在京闭幕。会议通过中国人民政治协商会议第十三届全国委员会第四次会议秘书长、副秘书长名单，李斌继续担任秘书长。同年12月，当选中国宋庆龄基金会理事会主席。